# NGC 258
NGC 258 (другие обозначения — MCG 4-3-5, NPM1G +27.0034, PGC 2829) — спиральная галактика (Sb) в созвездии Андромеда.
Этот объект входит в число перечисленных в оригинальной редакции «Нового общего каталога».
Составляет тройную систему с галактиками NGC 252 и NGC 260, находится примерно посередине между ними (см. фото со всеми тремя галактиками (недоступная ссылка — история).). В центре NGC 258 обнаружена эмиссия в линии циана CN , это первое обнаружение циана вне нашей Галактики.